# Geoffrey Zava
Pas d'image ? Cliquez ici

a Compétitions nationales et continentales officielles uniquement.

Geoffrey Zava, né le 16 décembre 1990, est un joueur français de rugby à XIII évoluant au poste de pilier, troisième ligne. Formé à Villeneuve-sur-Lot, il effectue en début de carrière des passages à Toulouse et Saint-Gaudens ainsi qu'en rugby à XV à Agen, avant de revenir à Villeneuve XIII. En 2016, il rejoint Carcassonne pendant quatre ans avec à la clé deux titres de Coupe de France en 2017 et 2019. Finaliste du championnat en 2019. Actuellement joueur à Villeneuve rugby league. 

## Palmarès

### Collectif
- Vainqueur de la Coupe de France : 2017 et 2019 (Carcassonne).
- Finaliste du Championnat de France : 2019 (Carcassonne).

### En club
| Saison    | Club               | Compétition           | Matchs | Points | Essais | Goals | Drops |
| --------- | ------------------ | --------------------- | ------ | ------ | ------ | ----- | ----- |
| 2009-2010 | Saint-Gaudens      | Championnat de France | 10     | 8      | 2      | -     | -     |
| 2010-2011 | Villeneuve-sur-Lot | Championnat de France | 1      | -      | -      | -     | -     |
| 2011-2012 | Villeneuve-sur-Lot | Championnat de France | 14     | 4      | 1      | -     | -     |
| 2012-2013 | Villeneuve-sur-Lot | Championnat de France | 14     | 4      | 1      | -     | -     |
| 2013-2014 | Villeneuve-sur-Lot | Championnat de France | 12     | -      | -      | -     | -     |
| 2014-2015 | Villeneuve-sur-Lot | Championnat de France | 20     | 20     | 5      | -     | -     |
| 2015-2016 | Villeneuve-sur-Lot | Championnat de France | 20     | 8      | 2      | -     | -     |
| 2016-2017 | Carcassonne        | Championnat de France | 16     | 4      | 1      | -     | -     |
| 2017-2018 | Carcassonne        | Championnat de France | 15     | -      | -      | -     | -     |
| 2018-2019 | Carcassonne        | Championnat de France | 19     | -      | -      | -     | -     |
| 2019-2020 | Carcassonne        | Championnat de France | 12     | -      | -      | -     | -     |
| 2020-2021 | Villeneuve-sur-Lot | Championnat de France | 6      | -      | -      | -     | -     |